# Placa indo-australiana

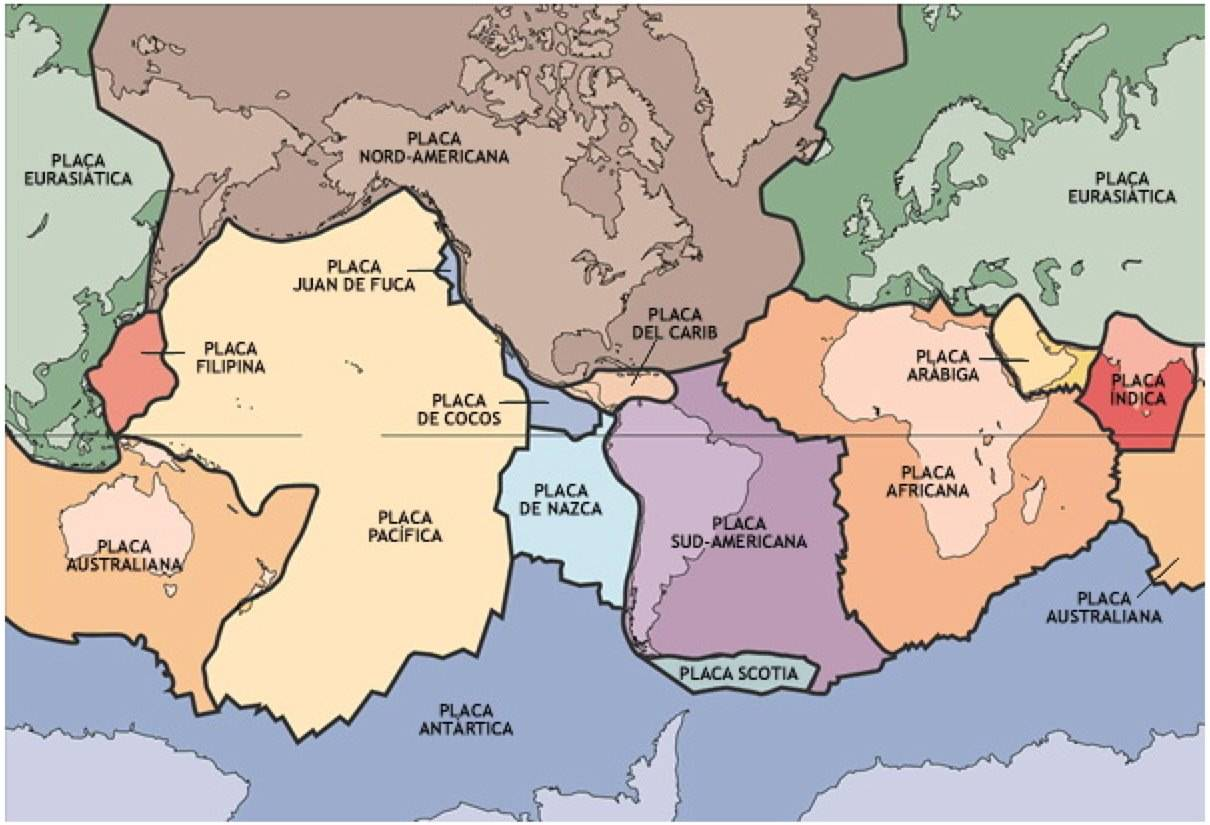
Mapa de les plaques tectòniques.
Les plaques australiana i índica apareixen als laterals del mapa.

La placa indo-australiana és el nom amb què es designen les dues plaques tectòniques, atesos els estressos induïts per la seva col·lisió amb Euràsia sobre l'Himàlaia: l'australiana, i l'índica, més petita. Abasta el continent australià (Austràlia, Nova Guinea, Tasmània, Nueva Zelanda i Nova Caledònia), l'oceà circumdant i estén al nord-oest fins a la frontera de l'Índia amb la Xina i el Nepal.
Són fragments de l'antic supercontinent de Gondwana. En separar-se el fons oceànic va separar aquestes masses, però com els centres de separació van quedar inactius es va pensar que potser s'havien fos en una sola placa. Les actuals investigacions indiquen que les plaques s'estan separant, tanmateix caldrà esperar un temps per recollir informació més contrastada.
El costat est de la placa és un límit convergent amb la placa pacífica, que s'enfonsa per sota de la placa australiana i forma la fossa de Kermadec, i els arcs de l'illa de Tonga i de Kermadec. Nova Zelanda i Nova Caledònia són els extrems meridionals i del nord de la massa anterior de la terra de Tasmània, que es va separar d'Austràlia fa 85 milions d'anys. La part central de Tasmània es va enfonsar sota del mar.
El costat sud és un límit divergent amb la placa antàrtica. El costat oest se subdivideix en la placa índica que forma un límit amb la placa aràbiga al nord i la placa africana al sud. El costat nord de la placa índica és un límit convergent amb la placa eurasiàtica que forma la serralada de l'Himàlaia i les hindús muntanyes de Kush.
El costat de nord-est de la placa australiana forma un límit de subducció amb la placa eurasiàtica, en el que són les fronteres de l'oceà Índic de Bangladesh, i a Myanmar, al sud-oest de les illes indonèsies de Sumatra i de Borneo. El límit d'enfonsament a través d'Indonèsia es reflecteix en la línia biogeogràfica de Wallace.